# 추사 김정희 서신
추사 김정희 서신(秋史 金正喜 書信)은 대한민국 경기도 과천시 중앙동, 추사박물관에 있는, 조선시대 김정희의 서신이다. 2010년 9월 8일 경기도의 유형문화재 제244호로 지정되었다.

## 참고 자료
- 추사 김정희 서신 - 국가유산청 국가유산포털
- 추사 김정희 서신(3종 23통) - 과천시 문화관광